# Calypso in Brass
Calypson in Brass è un album in studio del cantante statunitense Harry Belafonte, pubblicato nel 1966.

## Tracce
1. Jump in the Line – 4:17
2. Jump and Bray Medley (Hold 'em Joe and The Jack-Ass Song) – 4:30
3. Cocoanut Woman – 3:17
4. Tongue Tie Baby – 4:07
5. Zombie Jamboree (Back to Back) – 3:14
6. Sweetheart from Venezuela – 3:57
7. Man Smart, Woman Smarter – 4:49
8. Reincarnation – 3:20
9. Judy Drownded – 3:07
10. The Naughtly Little Flea – 3:34
11. Mama Look a Boo-Boo – 3:07